# Hilsprich
Hilsprich – miejscowość i gmina we Francji, w regionie Grand Est, w departamencie Mozela.
Według danych na rok 1990 gminę zamieszkiwały 764 osoby, a gęstość zaludnienia wynosiła 74 osoby/km² (wśród 2335 gmin Lotaryngii Hilsprich plasuje się na 455. miejscu pod względem liczby ludności, natomiast pod względem powierzchni na miejscu 582.).